# 奧克伍德 (印地安納州拉波特縣)
奧克伍德（英語：Oakwood）是位於美國印地安納州拉波特縣的一個非建制地區。該地的面積和人口皆未知。